# Кларк, Джейкоб Огастас Локхарт
Дже́йкоб О́гастас Ло́кхарт Кларк (англ. Jacob Augustus Lockhart Clarke; 1817—1880) — английский врач.
Работал в области гистологии и физиологии, особенно над строением и функциями спинного и головного мозга, а также и над патологическими состояниями центральной нервной системы.
В 1864 году учёный был награждён Королевской медалью Лондонского королевского общества.
По его имени группа ганглиевых клеточек в спинном мозге получила название кларкова столба (posterior vesicular column of Clarke).